# 沉思 (卡夫卡)
《沉思》（德語：Betrachtung）是法蘭茲·卡夫卡的作品，寫於1904至1912年，包含18個短篇故事。此書出版於1912年，是卡夫卡第一本出版的書，由庫爾特·沃爾夫（Kurt Wolff）提倡羅沃赫爾特·韋爾拉格出版社（Rowohlt Verlag）出版。

## 故事[1]
- 孩子的鄉間小路（Kinder auf der Landstraße）
- 騙子現形記（Entlarvung eines Bauernfängers）
- 意外行腳（Der plötzliche Spaziergang）
- 決心（Entschlüsse）
- 爬山（Der Ausflug ins Gebirge）
- 可憐的光棍（Das Unglück des Junggesellen）
- 推銷員（Der Kaufmann）
- 無聊外望（Zerstreutes Hinausschaun）
- 回家（Der Nachhauseweg）
- 路人（Die Vorüberlaufenden）
- 乘客（Der Fahrgast）
- 衣服（Kleider）
- 拒絕（Die Abweisung）
- 賽馬玩家闖江湖（Zum Nachdenken für Herrenreiter）
- 街窗（Das Gassenfenster）
- 想要當個印第安人（Wunsch, Indianer zu werden）
- 樹（Die Bäume）
- 不幸（Unglücklichsein）

## 註
- 各短篇故事的中文譯名取自高志仁的譯本。

## 外部連結
1. ↑  .   [2022-02-11]. （原始内容存档于2022-02-11）.